# Torpedo microdiscus
Torpedo microdiscus är en rockeart som beskrevs av Nikolai V. Parin och Kotlyar 1985. Torpedo microdiscus ingår i släktet Torpedo och familjen darrockor. IUCN kategoriserar arten globalt som otillräckligt studerad. Inga underarter finns listade i Catalogue of Life.